# Reeksontwikkeling
In de wiskunde houdt een reeksontwikkeling van een gegeven functie in dat de functie wordt geschreven als de som van een rij eenvoudiger functies. In principe kan het aantal functies oneindig zijn. Voor een goede  benadering van de functie kan deze reeks in de praktijk veelal worden beperkt tot een eindig aantal termen. Deze benadering is eenvoudiger naarmate minder termen van de reeks worden gebruikt. Veelal kan de daardoor ontstane onnauwkeurigheid (dus de totale grootte van de weggelaten termen) met een formule worden beschreven.
Wanneer het aantal termen in de reeksontwikkeling oneindig is, is convergentie een belangrijke eigenschap. Als een reeks niet convergeert is er weinig zinnigs uit af te leiden.  Vaak is er maar een beperkt deel van het domein van de oorspronkelijke functie waar een reeksontwikkeling convergeert.
In veel reeksontwikkelingen worden de afzonderlijke termfuncties opgebouwd uit een basisfunctie vermenigvuldigd met een constante factor, de coefficient van de term. 

## Toepassingen
Omdat de samenstellende functies van een reeksontwikkelingen vaak (opzettelijk) eenvoudig zijn, is het makkelijk om bijvoorbeeld de afgeleide van een reekontwikkeling uit te drukken als een nieuwe reeksontwikkeling. Dit maakt ze tot standaard gereedschap voor het oplossen van differentiaalvergelijkingen.
Functies worden soms gedefinieerd door een reeksontwikkeling, omdat er geen andere gesloten uitdrukking bekend is.
Afgebroken reeksontwikkelingen worden op grote schaal gebruikt in de numerieke wiskunde om benaderingen van functiewaarden te berekenen.  

## Voorbeelden
Er bestaan verschillende soorten reeksontwikkelingen, zoals:
- Taylorreeks: Een machtreeks gebaseerd op de afgeleiden van een functie.
- Maclaurin-reeks: Een bijzonder geval van de Taylorreeks, gecentreerd op x = 0.
- Laurentreeks: Een uitbreiding van de Taylorreeks, waarbij ook negatieve waarden voor de exponent voorkomen.
- Dirichletreeks: Wordt in de analytische getaltheorie gebruikt.
- Fourierreeks: Beschrijft periodieke functies als een reeks van sinus- en/of cosinusfuncties. Zo zijn bij geluid grondtoon en boventonen een voorbeeld van een Fourierreeks.
- Legendre-polynoom: Wordt in de natuurkunde gebruikt om bijvoorbeeld een willekeurig elektrisch veld te beschrijven als een superpositie van een monopoolveld, een dipoolveld, een quadrupoolveld, een octupoolveld, enzovoort.
- Zernikepolynoom: Wordt in de optica, elektronenoptica en dergelijke gebruikt om de afbeeldingsfouten van optische of elektronenoptische systemen te berekenen. Elke term in de reeks beschrijft een bepaalde afbeeldingsfout.

Zie de betreffende artikelen voor voorbeelden.